# Les Ingman
William Leslie "Les" Ingman (17 de agosto de 1927, Barrow-in-Furness — outubro de 1990, Hounslow) foi um ciclista britânico.
Participando de corrida de ciclismo de estrada nos Jogos Olímpicos de Verão de 1952, em Helsinque, ele não conseguiu pontuar a corrida, e, assim, tornou-se um membro não pontual da equipe britânica.